# Paratrichodorus porosus
Paratrichodorus porosus is een rondwormensoort uit de familie van de Trichodoridae. De wetenschappelijke naam van de soort is voor het eerst geldig gepubliceerd in 1957 door Allen.